# Gira El mar no cesa
Gira El Mar No Cesa es el nombre que se le da a la gira que realizó el grupo de rock español Héroes del Silencio entre 1988 y 1989 para promocionar su primer LP El mar no cesa. En esta gira recorrieron España dándose a conocer por todo el país. Ya antes, con el mini-LP Héroe de leyenda, habían hecho una mini gira por España. Al final de esta gira, interpretaban canciones de su nuevo disco, junto a canciones antiguas suyas, como "Hologramas" u "Olvidado", que no se incluyó en el LP en vinilo, pero más tarde, en la edición en CD del disco, saldría como extra, junto a "Héroe de leyenda".

## Conciertos[1][2][3]
| Fecha                    | País   | Ciudad                    |
| 20 de abril de 1988      | España | Tauste                    |
| 23 de abril de 1988      | España | Villanueva de Sigena      |
| 9 de mayo de 1988        | España | Madrid                    |
| 20 de mayo de 1988       | España | Manises                   |
| 21 de mayo de 1988       | España | Liñona                    |
| 4 de junio de 1988       | España | Alcañiz                   |
| 11 de junio de 1988      | España | Madrid                    |
| 18 de junio de 1988      | España | Muro                      |
| 16 de julio de 1988      | España | Mallén                    |
| 19 de julio de 1988      | España | Ávila                     |
| 6 de agosto de 1988      | España | Játiva                    |
| 9 de agosto de 1988      | España | Calasparra                |
| 11 de agosto de 1988     | España | Sevilla                   |
| 14 de agosto de 1988     | España | Caspe                     |
| 18 de agosto de 1988     | España | Pedrola                   |
| 17 de septiembre de 1988 | España | Sevilla                   |
| 24 de septiembre de 1988 | España | Albacete                  |
| 1 de octubre de 1988     | España | Crevillente               |
| 8 de octubre de 1988     | España | Petrel                    |
| 15 de octubre de 1988    | España | Carcagente                |
| 12 de noviembre de 1988  | España | Manises                   |
| 3 de diciembre de 1988   | España | Orihuela                  |
| 7 de diciembre de 1988   | España | Ateca                     |
| 10 de diciembre de 1988  | España | Picasent                  |
| 21 de diciembre de 1988  | España | Mérida                    |
| 30 de diciembre de 1988  | España | Torrelavega               |
| 7 de enero de 1989       | España | San Adrián de Besós       |
| 12 de enero de 1989      | España | Madrid                    |
| 13 de enero de 1989      | España | Madrid                    |
| 21 de enero de 1989      | España | Illueca                   |
| 31 de enero de 1989      | España | Madrid                    |
| 4 de marzo de 1989       | España | Carlet                    |
| 8 de marzo de 1989       | España | Barcelona                 |
| 16 de marzo de 1989      | España | Valencia                  |
| 25 de marzo de 1989      | España | Soria                     |
| 26 de marzo de 1989      | España | Monzón                    |
| 1 de abril de 1989       | España | Loja                      |
| 8 de abril de 1989       | España | Mequinenza                |
| 15 de abril de 1989      | España | Mollet del Vallés         |
| 22 de abril de 1989      | España | Zaragoza                  |
| 29 de abril de 1989      | España | Vigo                      |
| 7 de mayo de 1989        | España | Vilasar de Dalt           |
| 13 de mayo de 1989       | España | Motilla del Palancar      |
| 19 de mayo de 1989       | España | Alicante                  |
| 27 de mayo de 1989       | España | Madrid                    |
| 3 de junio de 1989       | España | Mollerusa                 |
| 10 de junio de 1989      | España | Jaén                      |
| 17 de junio de 1989      | España | Elche                     |
| 19 de junio de 1989      | España | Torrejón                  |
| 22 de junio de 1989      | España | Madrid                    |
| 24 de junio de 1989      | España | Villalón de Campos        |
| 1 de julio de 1989       | España | Gandesa                   |
| 7 de julio de 1989       | España | Palma de Mallorca         |
| 11 de julio de 1989      | España | Pedreguer                 |
| 13 de julio de 1989      | España | Santa Cruz de Tenerife    |
| 15 de julio de 1989      | España | Motril                    |
| 21 de julio de 1989      | España | El Bruc                   |
| 22 de julio de 1989      | España | Cifuentes                 |
| 24 de julio de 1989      | España | Madrid                    |
| 28 de julio de 1989      | España | Miraflores                |
| 29 de julio de 1989      | España | Villanueva de Córdoba     |
| 3 de agosto de 1989      | España | Silla                     |
| 4 de agosto de 1989      | España | Roquetas                  |
| 6 de agosto de 1989      | España | San Fernando              |
| 9 de agosto de 1989      | España | La Bañeza                 |
| 10 de agosto de 1989     | España | Jarandilla de la Vera     |
| 11 de agosto de 1989     | España | Socuéllamos               |
| 12 de agosto de 1989     | España | Aranda de Duero           |
| 14 de agosto de 1989     | España | La Línea de la Concepción |
| 16 de agosto de 1989     | España | Málaga                    |
| 18 de agosto de 1989     | España | Villar del Arzobispo      |
| 19 de agosto de 1989     | España | Alfamén                   |
| 20 de agosto de 1989     | España | Benicarló                 |
| 24 de agosto de 1989     | España | Nules                     |
| 25 de agosto de 1989     | España | Felanich                  |
| 26 de agosto de 1989     | España | Borriol                   |
| 27 de agosto de 1989     | España | Requena                   |
| 8 de septiembre de 1989  | España | Villanueva del Arzobispo  |
| 9 de septiembre de 1989  | España | Tabernes de Valldigna     |
| 15 de septiembre de 1989 | España | Barcelona                 |
| 16 de septiembre de 1989 | España | Tarragona                 |
| 21 de septiembre de 1989 | España | Altura                    |
| 22 de septiembre de 1989 | España | Castellón                 |
| 23 de septiembre de 1989 | España | Esplugas de Llobregat     |
| 25 de septiembre de 1989 | España | Altea                     |
| 29 de septiembre de 1989 | España | Sevilla                   |
| 30 de septiembre de 1989 | España | Macael                    |
| 1 de octubre de 1989     | España | Úbeda                     |
| 8 de octubre de 1989     | España | Pilar de la Horadada      |
| 9 de octubre de 1989     | España | Boadilla del Monte        |
| 10 de octubre de 1989    | España | Zaragoza                  |
| 14 de octubre de 1989    | España | Alcanar                   |
| 31 de octubre de 1989    | España | Puzol                     |
| 4 de noviembre de 1989   | España | Vitoria                   |
| 11 de noviembre de 1989  | España | Manises                   |
| 25 de noviembre de 1989  | España | Totana                    |
| 2 de diciembre de 1989   | España | Altorricón                |
| 8 de diciembre de 1989   | España | Villarta de San Juan      |
| 9 de diciembre de 1989   | España | Mazarrón                  |
| 3 de enero de 1990       | España | Logroño                   |
| 21 de enero de 1990      | España | Ibiza                     |